# Thier d'Olne

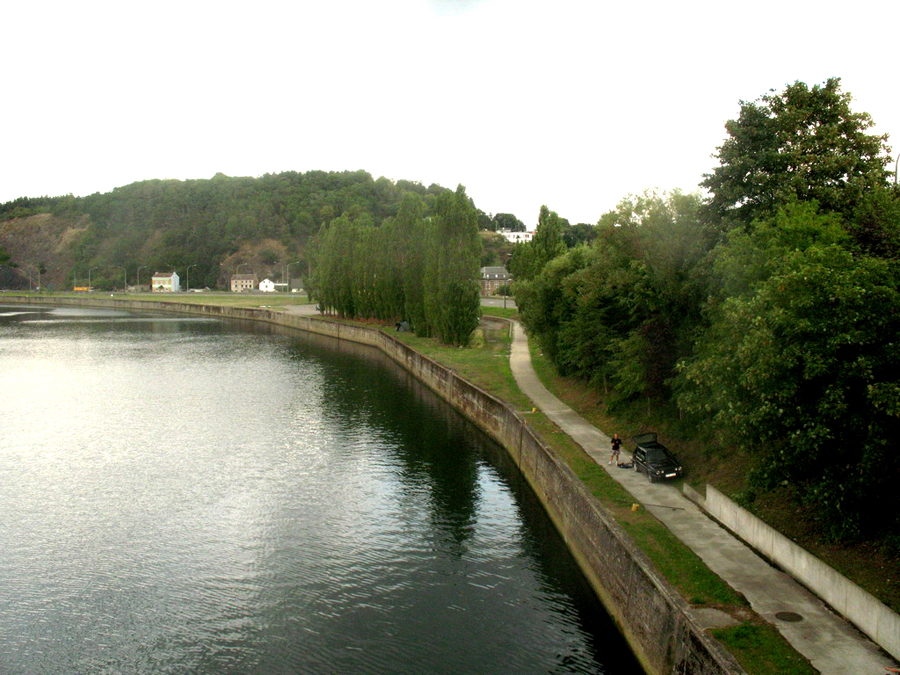
En partie gauche : silhouette de la colline

Le Thier d’Olne est le nom d'une colline isolée de Hermalle-sous-Huy constituant un site classé de la Région wallonne depuis l'arrêté du 30 novembre 2012.

## Situation géographique
Le Thier d'Olne se trouve à l'extrémité ouest de Hermalle, à sa jonction avec Ombret, dont l'affleurement schisteux propre à l'Ardenne condrusienne domine la Meuse qui le contourne de l'ouest au nord ; il est bordé à l'est par le ruisseau du Fond d'Oxhe. 
On l'atteint soit par une courte rue, dit rue du Thier d'Olne, partant de la grand-route d'Ombret, soit par le chemin de Hottine qui reprend le tracé de l'ancien chemin romain reliant le centre de Hermalle-sous-Huy à l'ancien gué d'Ombret.
Ce gué permettait le passage entre les deux rives de la Meuse, d'une centaine de mètres de large, profonde de 1,80 m, sinuant entre bancs de gravier et iles, qui séparait le Condroz occupé par les Condruzes et la Hesbaye, terre des Éburons.
On y construisit, à l'époque romaine, un pont de bois pour faciliter le transit entre les deux sections locales de la chaussée romaine Arlon-Tongres.
Dominant la Meuse et le gué d'un côté, composé aussi d'un plateau assez horizontal de quelque 6 ha, le Thier d'Olne présentait une position idéale tant pour le contrôle et la taxation de la navigation que pour l'exploitation de la plaine alluviale en aval et la récolte des produits de la forêt au bord du plateau condruzien.

## Patrimoine naturel
L'affleurement schisteux dégagé à l'ouest/sud-ouest par la création de la route N90 présente de larges plages de Sedum album parmi d'autres espèces (Silene latifolia subsp. alba, Senecio inaequidens, Echium vulgare, Verbascum densiflorum, Plantago lanceolata, Daucus carota, etc.).
Une population dense de Lychnis viscaria, qui constitue le joyau biologique du site, occupe la partie supérieure sud des rochers qui lui offre l'habitat très spécifique dont cette plante a besoin.

## Patrimoine historique
Le Thier d'Olne constitue un rare site du Haut Moyen Âge, en Wallonie, qui ait été fouillé systématiquement depuis 1985 (et le soit encore, en 2015, par le Cercle archéologique Hesbaye-Condroz).
Ces fouilles ont permis la découverte d'objets et de structures de différentes époques attestant l'occupation humaine du site du paléolithique jusqu'à l'an Mil.

### Paléolithique
On a exhumé des haches, grattoirs et silex taillés datant du paléolithique moyen.

### Tène finale
Les vestiges d'une importante enceinte datant probablement de La Tène finale (circa 260 à 50 av. J.-C.) indiquent la présence de deux remparts faisant penser à une fortification de tracé géométrique régulier.

### Époque mérovingienne
Les traces subsistent d'un habitat modeste (en pierres, bois, torchis, chaume) dans une enceinte palissée. Au centre se trouvait un mausolée comportant une trentaine de tombes et deux sarcophages portant des motifs chrétiens. Quelques sépultures se trouvaient hors de l'enclos.
Outre les structures, on y a trouvé des objets en céramique gris foncé ou bleutée, en surface, comportant des inclusions de calcite, gris clair à blanc quant au cœur.

### Époque carolingienne
Dans la seconde moitié du VIIIe siècle, une chapelle chrétienne à chœur carré remplace le mausolée ; ses murs de pierre sont recouverts d'enduits peints, et elle est munie de vitrail.  Les vestiges de deux mélangeurs à mortier indiquent la présence d'une famille seigneuriale d'importance.
Une autre transformation importante se produit dans le courant du IXe siècle : un vaste édifice seigneurial comprend alors domus, camerae, porches, cellier, étable ou écurie, etc. Une cour intérieure limitée par un mur le relie à une église distante d'une vingtaine de mètres. « Cet exceptionnel ensemble dispose d'un étage au moins partiel et d'une galerie en façade vers la vallée. »
Les fouilles ont permis la découverte, dans le fossé qui bordait le nord-ouest du palais, d'un éperon de cavalier, d'une fibule ansée zoomorphe et d'un pendentif en fer en forme de Croix pattée, haut de 7 cm, recouvert de plaques d'argent, sans doute orné jadis de pierres précieuses..
Rien n'indique (jusqu'en 2015) les raisons pour lesquelles ce domaine fut abandonné aux alentours de l'an Mil, époque à laquelle les seigneurs allèrent s'installer sur le rocher d'Engihoul (à Éhein-bas), qui lui aussi domine la Meuse et en permet le contrôle. Un castrum y est attesté en 1062.